# Dennis Chavez Federal Building
El Dennis Chavez Federal Building es un edificio de oficinas de gran altura y un juzgado federal en el centro de Albuquerque, la más grande del estado de Nuevo México (Estados Unidos).. Fue construido en 1965 para albergar a la Corte de Distrito de Estados Unidos, así como las oficinas de varias agencias federales, incluyendo el Servicio Postal de los EE. UU., la Administración de Veteranos, el Servicio de Salud Pública de Estados Unidos, y la Oficina de Asuntos Indígenas. Originalmente conocido simplemente como el Palacio de Justicia de Estados Unidos y Edificio de la oficina Federal, el edificio fue rebautizado en honor del reconocido senador Dennis Chávez en 1976. 
El Dennis Chavez Federal Building fue diseñado por el estudio de arquitectura de Albuquerque Flatow, Moore, Bryan y Fairburn, que anteriormente había sido responsable de otros rascacielos locales como el Simms Building y la Bank of the West Tower. Actualmennte es el séptimo edificio más alto de la ciudad.